# دانيال هايز
دانيال هايز (6 فبراير 1985 بسان فرناندو، ترينيداد وتوباغو في ترينيداد وتوباغو - ) هو عارض وممثل وملاكم كندي.

## روابط خارجية
- دانيال هايز على موقع IMDb (الإنجليزية)
- دانيال هايز على موقع قاعدة بيانات الفيلم (الإنجليزية)